# Энербал
Энербал (мар. Эҥервал) — деревня в Куженерском районе Республики Марий Эл. Входит в состав Тумьюмучашского сельского поселения.

## География
Находится в северо-восточной части республики Марий Эл на расстоянии приблизительно 10 км на запад-юго-запад от районного центра посёлка Куженер.

## История
Упоминается с 1874 года как деревня Малая Лопсола, она состояла из 3 русских и 17 марийских дворов. В ней проживало 97 человек. В 1909 году в деревне (уже Энербал) проживало 138 человек. В 1929 году в деревне было 12 марийских, 7 русских дворов, проживало 97 марийцев, 35 русских, в 1943 году насчитывался 31 двор, проживали 117 жителей. В 1949 году в деревне насчитывалось 28 хозяйств и проживало 106 человек, в 2005 году оставалось 8 хозяйств. В советское время работали колхозы имени Сталина и имени Ленина.

## Население
Население составляло 34 человека (мари 100 %) в 2002 году, 27 в 2010.

## Известные уроженцы
Виногоров Иван Александрович (1920—2012) —  марийский советский деятель культуры. Директор Марийской государственной филармонии имени Я. Эшпая (1965―1981). Заслуженный работник культуры Российской Федерации (2000). Участник Великой Отечественной войны. Член ВКП(б) с 1943 года.